# Casinaria affinis
Casinaria affinis är en stekelart som beskrevs av Tschek 1871. Casinaria affinis ingår i släktet Casinaria och familjen brokparasitsteklar. Inga underarter finns listade.